# Ulica Wawelska w Warszawie

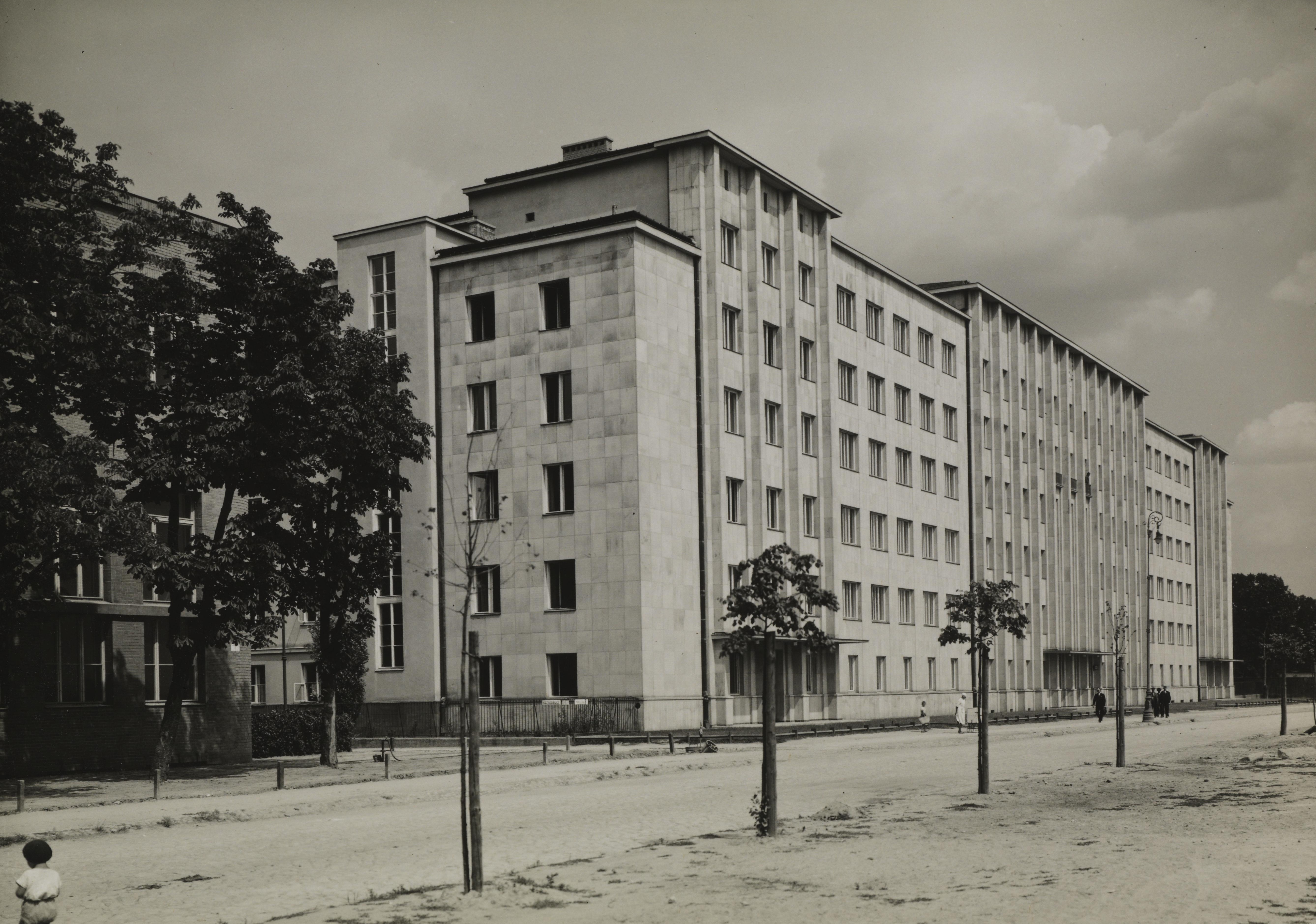
Ulica Wawelska pod koniec lat 30. XX wieku

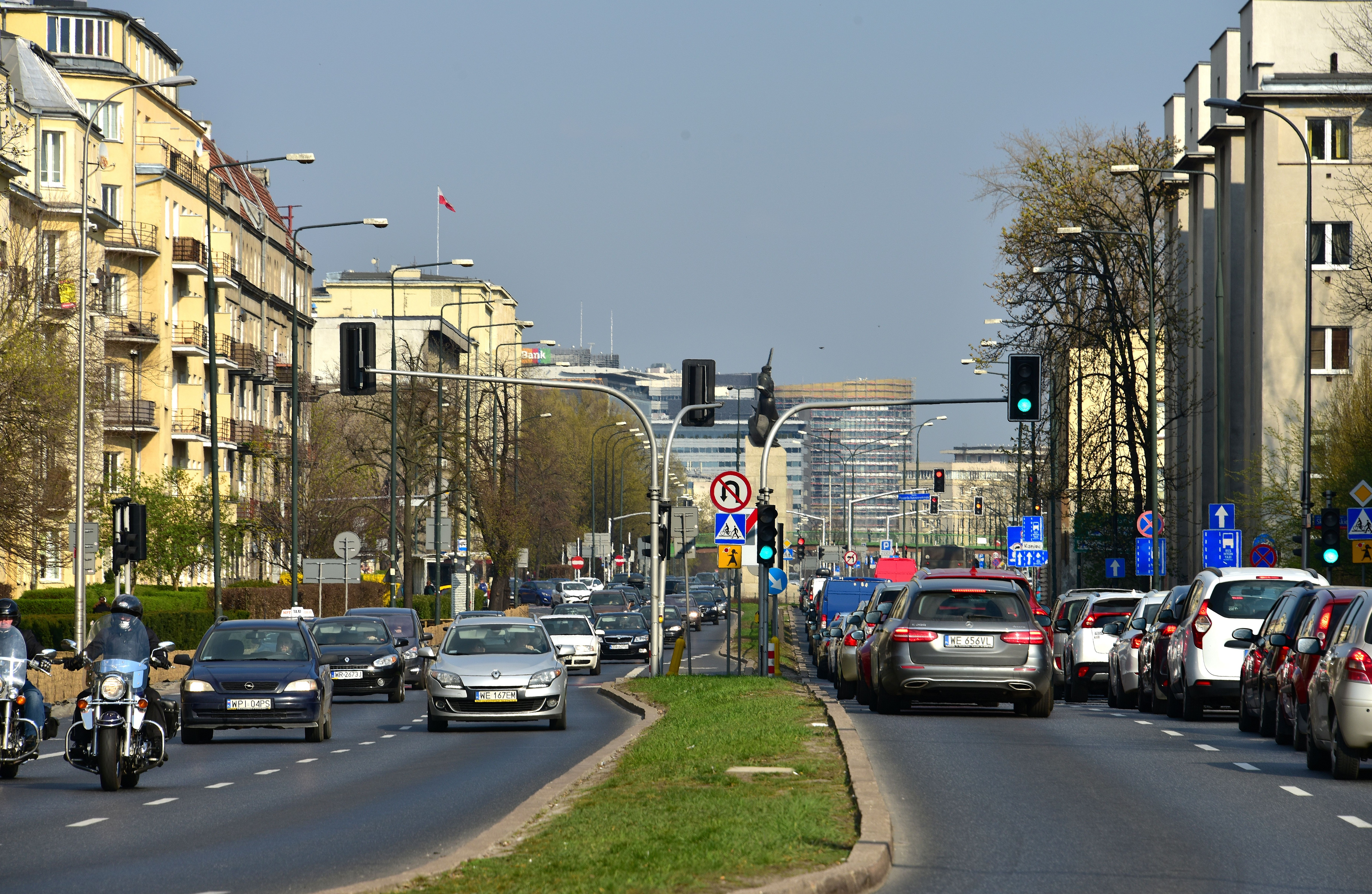
Ulica Wawelska na wysokości ul. Pasteura (2019)

Ulica Wawelska w Warszawie – jedna z głównych ulic dzielnicy Ochota, biegnąca od alei Niepodległości do ul. Grójeckiej. Stanowi fragment Trasy Łazienkowskiej.

## Historia
Wytyczona po roku 1880 na skraju dawnego Mokotowskiego Pola Wojennego (obecnego Pola Mokotowskiego), utworzonego jako miejsce ćwiczeń wojskowych w roku 1818. Mokotowskie Pole Wojenne miało wtedy powierzchnię około 200 hektarów.
Pierwszą trwałą zabudową Wawelskiej były domy Kolonii Staszica i Lubeckiego; w tym okresie wybudowano między ul. Langiewicza a Wawelską osiedle Stowarzyszenia Urzędników PKO (nr 66/74).
W latach 20. i 30. XX wieku wystawiono przy Wawelskiej szereg monumentalnych gmachów: pod numerem 15 według projektu Zygmunta Wóycickiego i Tadeusza Zielińskiego w latach 1925-27 powstał gmach Instytutu Radowego – placówki o charakterze medycznym założonej przez Marię Skłodowską-Curie. Ona właśnie kładła kamień węgielny pod budowę przyszłego Instytutu, oraz ofiarowała dla jego celów 1 gram radu. W dniu jego otwarcia zasadziła w jego ogrodzie również dwa głogi i jawor, po kilkudziesięciu latach uznany za pomnik przyrody i nazwany na jej cześć „Marią”. Kontynuatorem działalności Instytutu Radowego obecnie jest Centrum Onkologii – Instytut im. Marii Skłodowskiej-Curie w Warszawie. Po śmierci założycielki przed gmachem wystawiono pomnik Marii Skłodowskiej-Curie dłuta Ludwiki Nitschowej, odsłonięty 5 września 1935 roku.
W 1929 przy ulicy (obecnie nr 3a) założono ogród działkowy „Jutrzenka”. 
W roku 1933 ukończono budowę gmachu Szkoły Nauk Politycznych według projektu Romualda Gutta – obecnie w tym budynku działa Krajowa Szkoła Administracji Publicznej (nr 56).
W okresie 1931-32 pod numerem 46, u zbiegu z ulicą Łęczycką wystawiono funkcjonalistyczny gmach Gimnazjum Państwowego Żeńskiego projektu Tadeusza Nowakowskiego. Obecnie mieści się w nim VII Liceum Ogólnokształcące im. J. Słowackiego.
W roku 1936 ukończono budowę modernistycznego gmachu Dyrekcji Naczelnej Lasów Państwowych – Wawelska 52-54. Posiada on trzy fasady od strony ulic Reja, Krzyckiego i Wawelskiej. Był budowany w dwóch etapach: w roku 1928 – według projektu architekta Stefana Tomorowicza i w latach 1934–1936 – według projektu architekta Jana Zabłockiego.
Naprzeciwko, pod numerem 5, na miejscu zniszczonego w czasie wojny stadionu Warszawianki w latach 1954–1956 powstał stadion Sportowego Klubu Robotniczo-Akademickiego „SKRA” wraz z zespołem budynków – dzieło architektów Mikołaja Kokozowa i Jerzego Wasilewskiego z zespołem (Konstanty Kokozow, Stefan Hołówko, Wacław Zarębski, Bogumił Płachecki, Tadeusz Iskierka).
II wojna światowa przyniosła spore zniszczenia w zabudowie ulicy: ucierpiały domki Stowarzyszenia Urzędników PKO między ul. Klementyny Hoffmanowej a Józefa Korzeniowskiego.
Do historii powstania warszawskiego przeszedł zespół kamienic przy Wawelskiej 60, Mianowskiego 15 i Uniwersyteckiej 1 – tzw. Reduta Wawelska.
11 sierpnia 1944 Niemcy opanowali ostatni budynek na Ochocie – kamienicę przy ulicy Wawelskiej 60. Załoga oddziału ppor. Jerzego Gołembiewskiego „Stacha” starała się ewakuować kanałami wzdłuż Wawelskiej w kierunku Kolonii Staszica. W kanałach został na zawsze dowódca ppor. Jerzy Gołembiewski „Stach”, a rozproszeni żołnierze jego oddziału dotarli do pozycji batalionu „Golski” w Śródmieściu. W bramie głównej (Wawelska 60) znajduje się pamiątkowa tablica i obok fragment napisu za szybą: „MIN NIE ZNALEZIONO” z roku 1945.
W maju 1945 roku w rejonie ulicy Wawelskiej, na terenie Pola Mokotowskiego, powstała niezachowana kolonia 250 domków fińskich przekazanych w darze przez Związek Radziecki.
W latach 1948–1951 według konkursowego projektu Romualda Gutta przy współpracy m.in. Zbigniewa Wasiutyńskiego pod numerem 1/3 wybudowano siedzibę Głównego Urzędu Statystycznego. Nietypowy rzut budynku składającego się z trzech skrzydeł mających wspólny, centralny punkt styczny, przypomina nieco literę „Y”. Wyprzedził on późniejsze rozwiązania tego typu m.in. w paryskiej siedzibie UNESCO.
Budowa w latach 1971–1974 Trasy Łazienkowskiej zmieniła funkcję ul. Wawelskiej. Wiele dawnych przecznic straciło połączenie z ulicą, zaś zabudowa początkowego odcinka ulicy zmieniła nie tylko numerację, ale i adres. I tak, dawny adres Wawelska 2 to obecnie Armii Ludowej 28; dawnym numerem 8 Wawelskiej jest narożny dom osiedla Ognisko (projektu Romana Felińskiego) po parzystej stronie alei Niepodległości – obecnie przyporządkowany numeracji tej ostatniej (nr 210); nr 10 to narożne skrzydło domu spółdzielni „U siebie”, obecnie z adresem Alei Niepodległości (212); Wawelska 12 to obecnie Sędziowska 1; Dawny gmach Kierownictwa Marynarki Wojennej, pierwotnie Wawelska 7 A, obecnie nosi adres Żwirki i Wigury 105, itp.

## Ważniejsze obiekty
- III Ogród Jordanowski w Warszawie
- Stadion RKS Skra (nr 5)
- Wyższa Szkoła Ekologii i Zarządzania (nr 14)
- Park Marii Skłodowskiej-Curie
- Budynek Narodowego Instytutu Onkologii im. Marii Skłodowskiej-Curie – Państwowego Instytutu Badawczego (dawny Instytut Radowy) i pomnik przyrody jawor Maria (nr 15)
- Pomnik Marii Skłodowskiej-Curie
- VII Liceum Ogólnokształcące im. Juliusza Słowackiego (nr 46)
- Gmach Dyrekcji Naczelnej Lasów Państwowych – siedziba: Ministerstwa Środowiska, Ministerstwa Klimatu, Generalnej Dyrekcji Ochrony Środowiska i Głównego Inspektoratu Ochrony Środowiska (nr 52/54)
- Krajowa Szkoła Administracji Publicznej (nr 56)
- Pomnik Lotnika
- Park Wielkopolski
- Tablice Tchorka upamiętniające zbrodnie na ludności cywilnej podczas pacyfikacji Ochoty (nr 15 i 66/74)